# Ramon I dels Baus
Ramon I dels Baus (vers 1110 - Barcelona, 1150) fou el segon fill de Guillem Hug dels Baus pertanyent a la senyoria dels Baus, a Provença.
Una butlla del papa Calixt II datada el 22 de juny de 1121 l'amenaçava d'excomunicació si no impedia que Alfons, comte de Tolosa, ataqués el monestir de Sant Gèli, i una de posterior del 22 d'abril de 1122 on es confirmava l'excomunió.
Presumiblement fou un candidat a comte de Provença el 1145, basant-se en una reclamació a través de la seva muller Estefania, filla de Gerbert de Gavaldà i de la seva muller Gerberga de Provença. Tant Ramon com el seu fill Hug II tindran pretensions sobre el comtat de Provença, iniciant-se així les guerres baussenques.
«Raimundus de Baltio» jurava fidelitat a l'arquebisbe Ramon d'Arle per carta datada el 1147.
Del seu matrimoni amb Estefania tingueren set fills: Hug II (que el succeí), Guillem, Bertran I (que succeí a Hug II), Gilbert, Ramon, Alasàcia, i Mabil·la o Matel·la, casada successivament amb Pere III de Gabardà i Brulhès, vescomte de Bearn i després amb Cèntul III, comte de Bigorra.